# Xysticus fervidus
Xysticus fervidus är en spindelart som beskrevs av Gerstch 1953. Xysticus fervidus ingår i släktet Xysticus och familjen krabbspindlar. Inga underarter finns listade i Catalogue of Life.